# Jef Beerten
Jef Beerten (Turnhout, 1985) is een burgerlijk ingenieur en professor aan de KU Leuven.

## Biografie
Jef Beerten studeerde burgerlijk ingenieur aan de KU Leuven en doctoreerde met een proefschrift over modellering van gelijkstroomnetten in 2013. Nadat Beerten enige tijd als post-doc verbonden bleef aan de KU Leuven, wordt hij onderzoeker bij de Power Sustems Group van de Technisch-natuurwetenschappelijke Universiteit van Noorwegen (NTNU) te Trondheim. In 2017 werd hij professor aan de KU Leuven.

## Eerbetoon
- 2014 - Prix Paul Caseau[2]
- 2015 - Best of the Best paper[3]
- 2016 - ABB Research award[4]